# 주곡중학교
주곡중학교(周谷中學校)는 대한민국 경기도 남양주시 진접읍 금곡리에 있는 공립 중학교이다.

## 학교 연혁
- 2010년 1월 11일 : 주곡중학교 24학급 설립 인가
- 2010년 3월 1일 : 개교(총 3학급)
- 2010년 3월 1일 : 초대 정귀숙 교장 취임
- 2010년 3월 2일 : 제1회 입학식(1학급 18명)
- 2011년 2월 11일 : 제1회 졸업식(1학급 30명)
- 2024년 1월 5일 : 제14회 졸업식(8학급 237명)
- 2024년 3월 1일 : 제7대 홍진수 교장 취임

## 참고 자료
- 주곡중학교 - 한국교육학술정보원 학교알리미